# Huangtan He
Huangtan He (kinesiska: Huang-t’an Ho, 黄潭河) är ett vattendrag i Kina. Det ligger i provinsen Fujian, i den sydöstra delen av landet, omkring 310 kilometer sydväst om provinshuvudstaden Fuzhou.
Genomsnittlig årsnederbörd är 2 015 millimeter. Den regnigaste månaden är maj, med i genomsnitt 396 mm nederbörd, och den torraste är oktober, med 21 mm nederbörd.